# Federação Centro-Africana de Voleibol
A Federação Centro-Africana de Voleibol  (em francêsːFédération centrafricaine de volley-ball, FCVB) é  uma organização fundada em 1964 que governa a pratica de voleibol na República Centro-Africana, sendo membro da Federação Internacional de Voleibol e da Confederação Africana de Voleibol, a entidade é responsável por  organizar  os campeonatos nacionais de  voleibol masculino e feminino no país.